# Odile Baron Supervielle
Odile Baron Supervielle (Montevideo, Uruguay, 1 de mayo de 1915-Buenos Aires, 25 de octubre de 2016) fue una escritora y periodista argentina, una de las pioneras del periodismo femenino en Argentina. Fue directora del suplemento literario del diario La Nación.

## Biografía
La cuarta de los seis hijos del banquero francés Etienne Baron Lamothe y la uruguaya Ana Supervielle Munyo: Santiago, Andrés, Victoria, Susana y Colette
Sobrina y ahijada de Jules Supervielle, es escritora y periodista del diario La Nación, La Prensa y otras publicaciones. Su sobrina es la escritora y traductora Silvia Baron Supervielle
Fue cofundadora de la revista ARTINF junto a Silvia Ambrosini y Germaine Derbecq, en 1970
Se destacaron sus entrevistas a personalidades de la cultura y ciencia argentina y europea como Jorge Luis Borges, Julio Cortázar, Adolfo Bioy Casares, Pablo Neruda, André Malraux Manuel Mujica Lainez, Eduardo Mallea, Ernesto Sabato, Francois Truffaut, Edgardo Cozarinsky, Leopoldo Marechal, Jean Hamburger, Susan Sontag, Françoise Héritier, Abate Pierre, María Rosa Gallo, Alberto Girri, Juan Carlos Paz, Marguerite Duras, Jorge Semprún, Astor Piazzolla, Miguel Ocampo, Jorge de la Vega, Sebastian Spreng, Jean-Gilles de Gènes, Salvador Dalí, etc.
En 1999 se le otorgó el Premio Enrique Fernández Latour a la amistad argentino-francesa en crítica y divulgación.
En 2002 publicó Alberti en Buenos Aires. Ha colaborado en diversas publicaciones sudamericanas y europeas.
El archivo digitalizado de sus entrevistas se encuentra en Villa Ocampo
Tía de la traductora Odile Begué Barón Supervielle casada con el pintor argentino Leopoldo Torres Agüero y luego con Alberto Eduardo Girondo Alcorta, uno de los tres hijos de la escritora Gloria Alcorta y Alberto Girondo Uriburu, hermano del poeta Oliverio Girondo. 

## Relacionados
- Susana Baron Supervielle
- Ana Baron Supervielle
- Silvia Baron Supervielle
- Gloria Alcorta
- Oliverio Girondo